# Glischropus javanus
Glischropus javanus је врста слепог миша из породице вечерњака (лат. Vespertilionidae).

## Распрострањење
Ареал врсте је ограничен на једну државу. Индонезија је једино познато природно станиште врсте.

## Станиште
Станиште врсте су бамбусове шуме.

## Угроженост
Подаци о распрострањености ове врсте су недовољни.